# Lagadi Gadiyani
Lagadi Gadiyani – gaun wikas samiti we wschodniej części Nepalu w strefie Sagarmatha w dystrykcie Siraha. Według nepalskiego spisu powszechnego z 2001 roku liczył on 858 gospodarstw domowych i 5017 mieszkańców (2378 kobiet i 2639 mężczyzn).